# Mariano Medina Iglesias
Mariano Medina Iglesias, né à Oviedo, est un ancien arbitre espagnol de football des années 1960 et 1970, qui officia internationalement de 1966 à 1973. 

## Carrière
Il a officié dans des compétitions majeures : 
- JO 1968 (1 match)
- Coupe d'Espagne de football 1972-1973 (finale)